# Berthe Morisot
Berthe Marie Pauline Morisot (Bourges, 14 januari 1841 – Parijs, 2 maart 1895) was een Franse impressionistische kunstschilderes.

## Leven en werk

### Opleiding

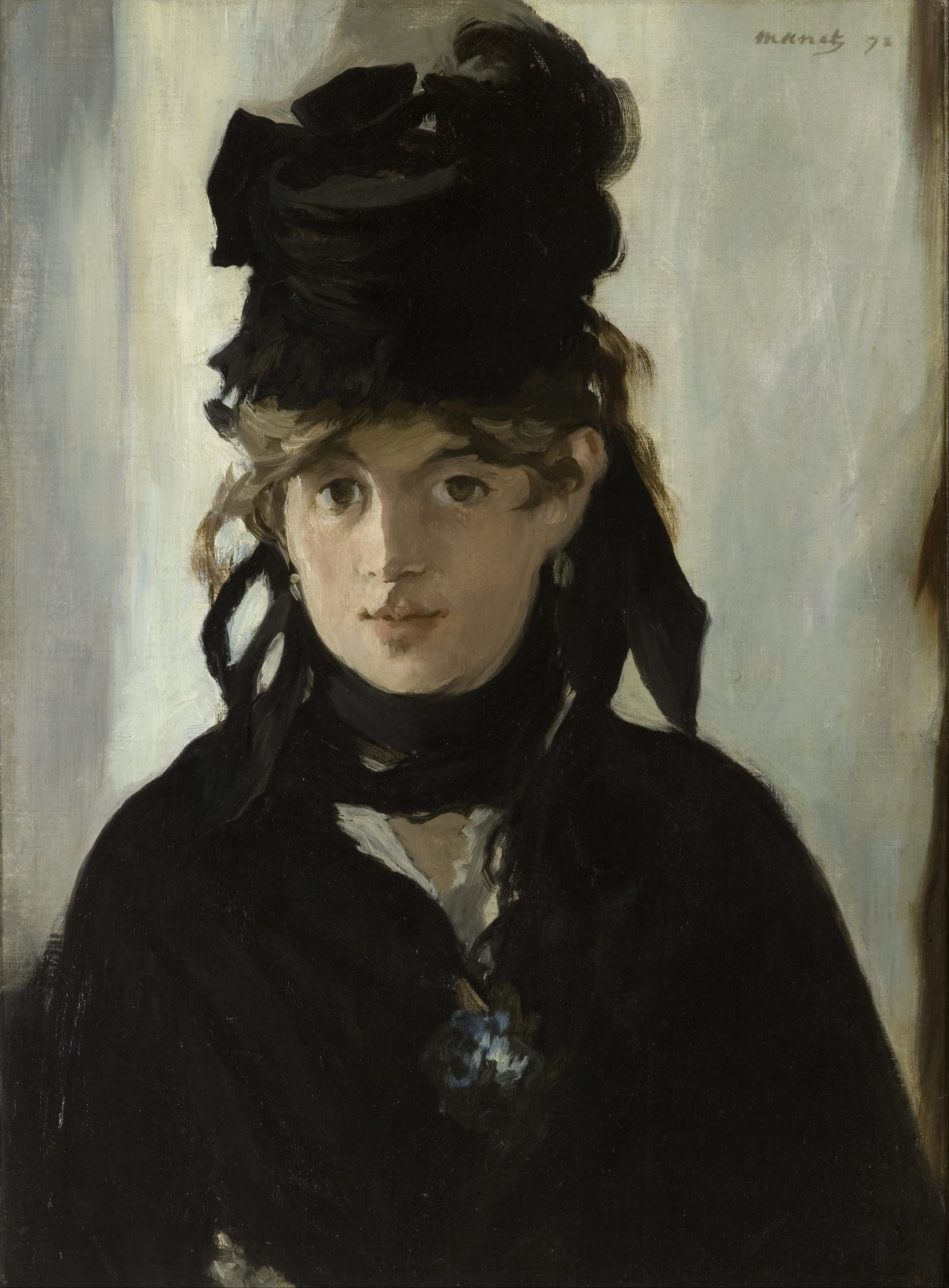
Berthe Morisot met een boeket viooltjes, 1872, door Édouard Manet, Musée d'Orsay, Parijs

Berthe Morisot werd geboren op 14 januari 1841 te Bourges, in een burgerlijk gezin. Toen ze elf was, verhuisde het gezin naar Passy, bij Parijs. Ze kreeg samen met haar zus Edma eerst schilderles van Paul Chocarne-Moreau en vervolgens van Joseph-Benoît Guichard. In het begin leerde ze veel door het kopiëren van schilderijen in het Louvre, variërend van de oude meesters tot Corot. Met Corot, en later zijn vervanger Achille Oudinot, kwam zij ook in contact. Van 1860 tot 1862 was zij zijn leerlinge, samen met haar zus Edma. Corot adviseerde haar om naar Auvers-sur-Oise te gaan en daar te leren in de openlucht te schilderen (en plein air).
Om zich voor te bereiden op hun eerste inzending voor het Salon van 1864 huurden Berthe en Edma een boerderijtje in een wijk Le Chou van Pontoise aan de oevers van de Oise, nabij Auvers-sur-Oise. Daar maken de zussen kennis met de Barbizon-schilders Charles-François Daubigny en Honoré Daumier en met schrijver Émile Zola.. Met haar landschappen Souvenir des bords de l'Oise en Un vieux chemin à Auvers werd Berthe Morisot voor de eerste maal toegelaten tot het Salon. Ook haar zus Edma mag haar schilderij, een tafereel aan de rivier op de wijze van Corot, tentoonstellen. De werken van de zussen werden opgemerkt in twee kunstrecensies omwille van de invloed van Camille Corot, maar kregen verder nauwelijks belangstelling. Toch werkte de expositie bevrijdend voor Berthe Morisot. Haar droom om een (financieel) onafhankelijke, professionele kunstenares te worden leek niet langer onbereikbaar. Haar ouders zijn echter bezorgd om haar reputatie: voor een (huwbare) vrouw uit de gegoede burgerij is het in die tijd ondenkbaar om zelfstandig te gaan werken in plaats van te trouwen en kinderen te krijgen.      

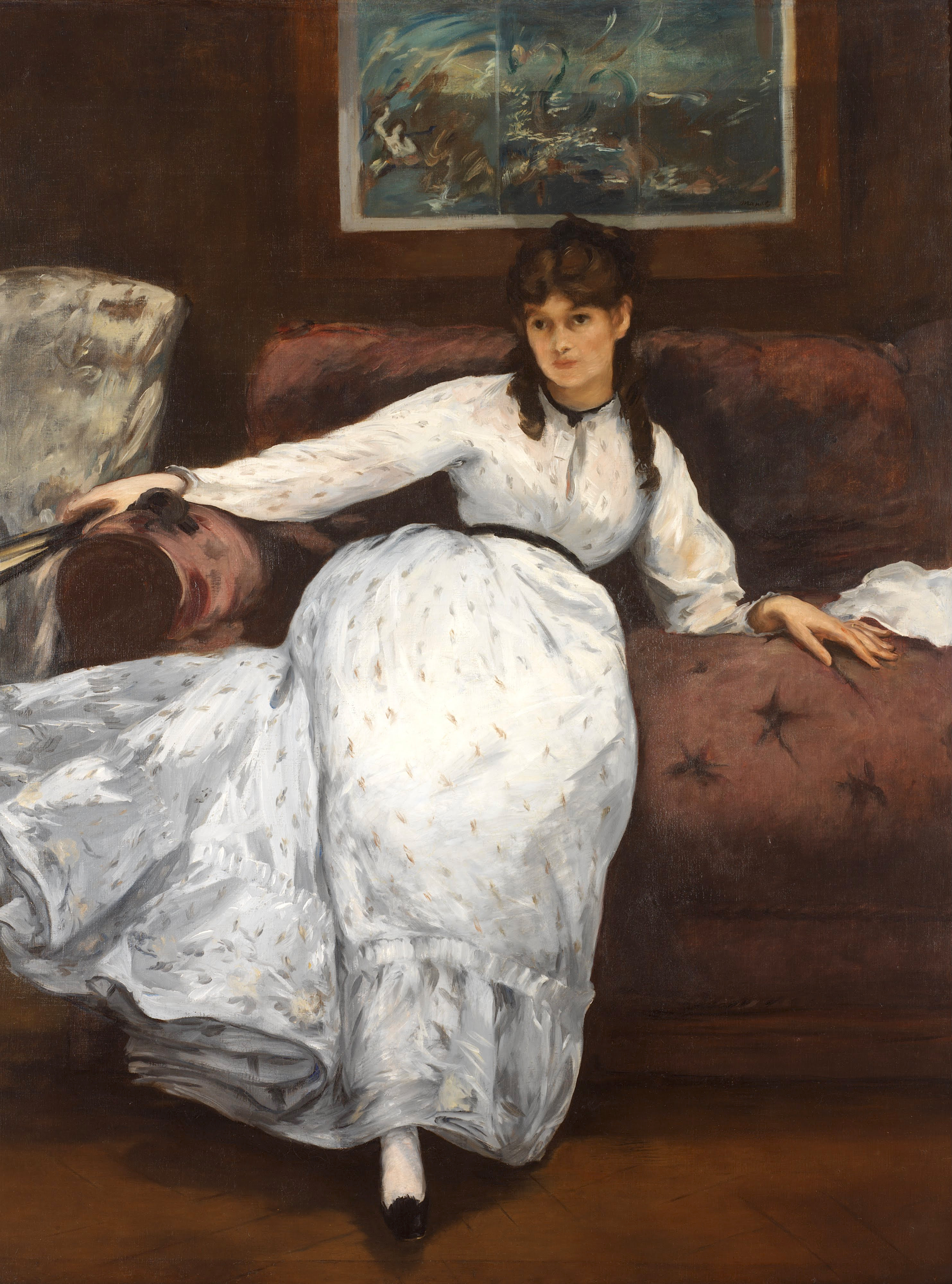
Le repos, Portret van Berthe Morisot, 1871, door Édouard Manet, Rhode Island School of Design Museum, Providence

In 1868 leerde zij Édouard Manet kennen en raakte met hem bevriend. Morisot stond diverse malen model voor Manet, waaronder voor Berthe Morisot met een boeket viooltjes. Hij had grote invloed op haar ontwikkeling en stijl. Zo is onder meer het zwart-wit contrast in haar werk uit zijn invloed ontstaan. Anders dan de meeste impressionisten, die zich toen sterk bezighielden met optische kleurexperimenten, kozen Morisot en Édouard Manet voor een meer conservatieve benadering, hoewel Morisot ook op dit punt invloed uitoefende op Manet en hem ertoe aanzette te kiezen voor het palet van de impressionisten en minder zwart te gebruiken. Ook wekte zij zijn interesse voor het en-plein-air schilderen. In het schilderij Het balkon van Manet werd Morisot voor de eerste keer door hem afgebeeld. In 1872 reisde zij door Spanje.

### Doorbraak

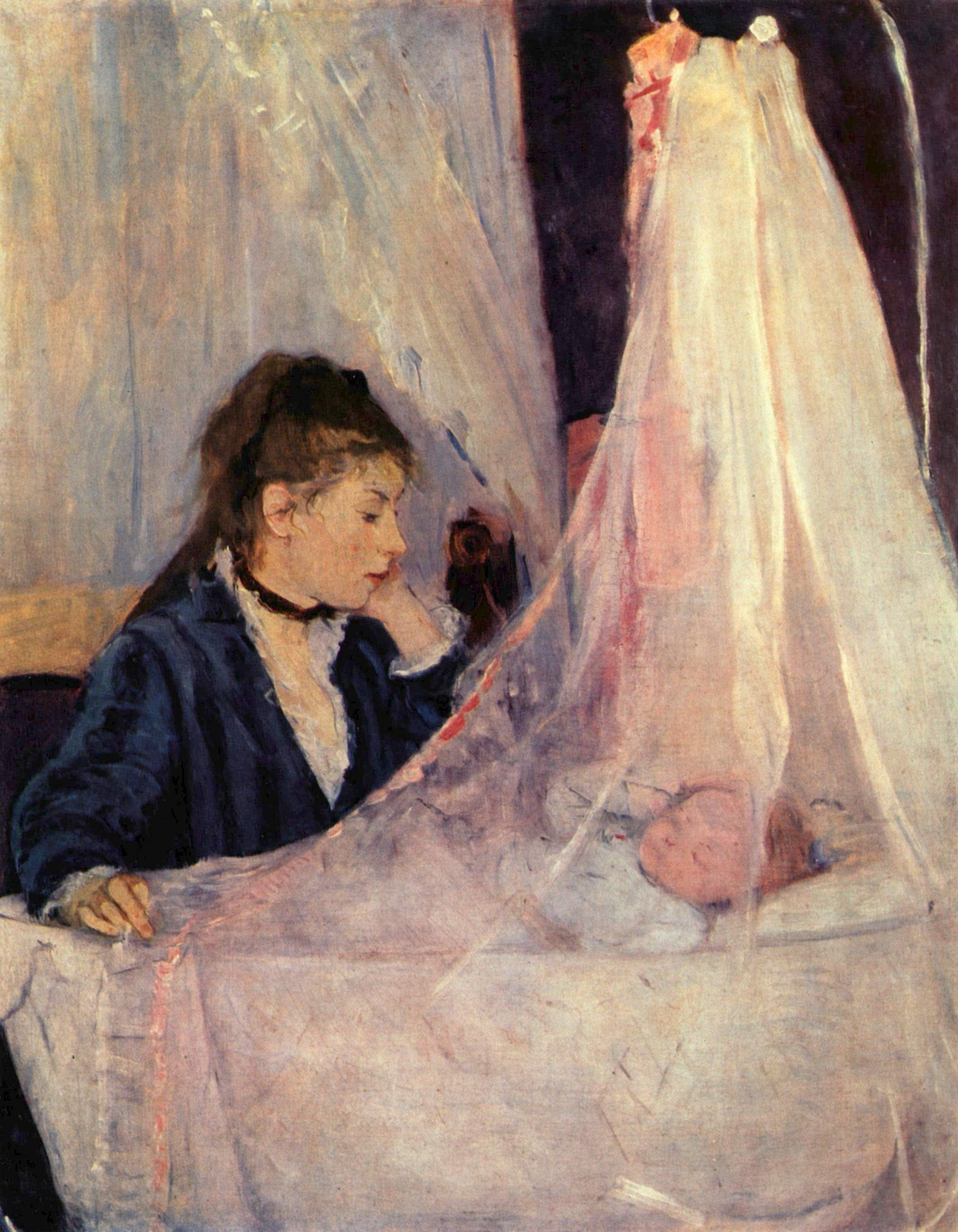
Le Berceau, 1872, musée d'Orsay.

In 1874 trouwde ze met Eugène Manet, de broer van Edouard Manet, in de Notre-Dame-de-Grâce de Passy. Ook als gehuwde vrouw bleef ze ambitieus en ging ze door met schilderen met de bedoeling om te kunnen leven van haar werken. In deze periode schilderde ze vaak intimistische taferelen - met diffuus licht in gordijnen in zachte interieurs - van dames die verveeld en gefrustreerd opgesloten zitten in hun huiselijke leven. Zo ontstond 'Le berceau', een afbeelding van haar zus Edma, met een melancholische blik aan de wieg met haar kind, die na haar huwelijk wel haar schilderscarriere had opgegeven voor het moederschap. Eveneens in 1874 werd Morisot uitgenodigd om deel te nemen aan de eerste alternatieve, onafhankelijke tentoonstelling van Le Groupe des battignoles, een anoniem collectief van rebelse avant-gardeschilders die in het verleden hun werken geweigerd zagen door de conservatieve jury van het Salon van Parijs. De initatiefnemers Edgar Degas, Claude Monet, Auguste Renoir, Alfred Sisley, Camille Pissarro en Paul Cézanne organiseerden deze eerste tentoonstelling van de impressionisten in de oude studio van de beroemde fotograaf Nadar aan de Boulevard des Capucines in Parijs. Na de dood van haar vader greep Morisot haar kans om zelfstandig door te breken en stelde ze, als enige vrouw, negen werken tentoon. Maar de tentoonstelling kende niet veel succes. Dankzij de controverse was er wel een behoorlijke publieke belangstelling maar toch  werden er nauwelijks werken verkocht. Het progressieve collectief kreeg bovendien af te rekenen met bijzonder scherpe kritieken van persrecensenten die kort daarna, geïnspireerd door een satirisch artikel van journalist Louis Leroy, de nieuwe groepering spottend de  impressionisten noemden. Na deze eerste tentoonstelling van de impressionisten van 1874 volgden er vanaf 1876 nog zes exposities waaraan Morisot allemaal,  uitgezonderd de vierde van 1879 (door een gebrek aan nieuwe werken vanwege een ziekte en de bevalling van haar dochter Julie) zou deelnemen.
In 1881-1883 bouwde het echtpaar een huis in Parijs, dat een ontmoetingsplaats werd voor schilders en schrijvers, onder wie Edgar Degas, Gustave Caillebotte, Claude Monet, Camille Pissarro, James McNeill Whistler, Pierre-Auguste Renoir, Stéphane Mallarmé en anderen. Mallarmé werd haar beste vriend en grootste bewonderaar.
Morisot schilderde voornamelijk vrouwen en kinderen, zowel binnen- als buitenshuis, in doordachte composities en heldere kleuren. Zij werd de bekendste vrouwelijke representant van het impressionisme.
In 1891 kocht zij het Château du Mesnil in Juziers. In 1892 overleed haar echtgenoot. Na haar dood in 1895 vond bij Durand-Ruel een tentoonstelling van haar werk plaats.

## Galerij

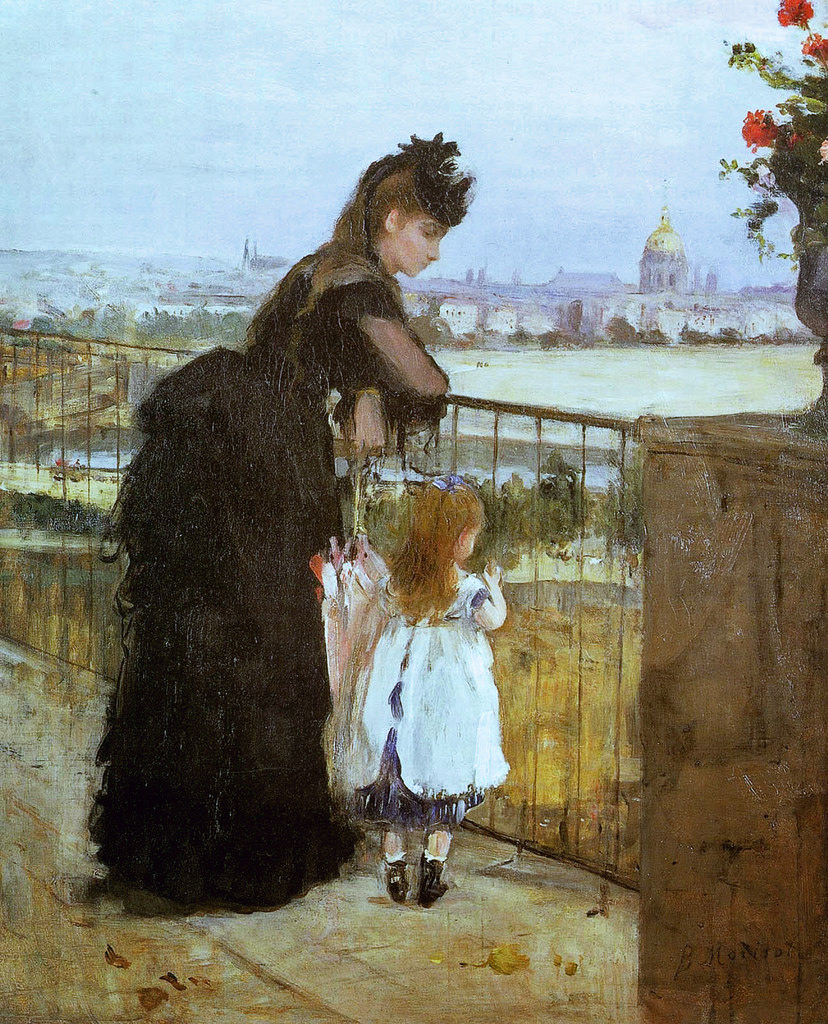
Femme et enfant au balcon, 1872,
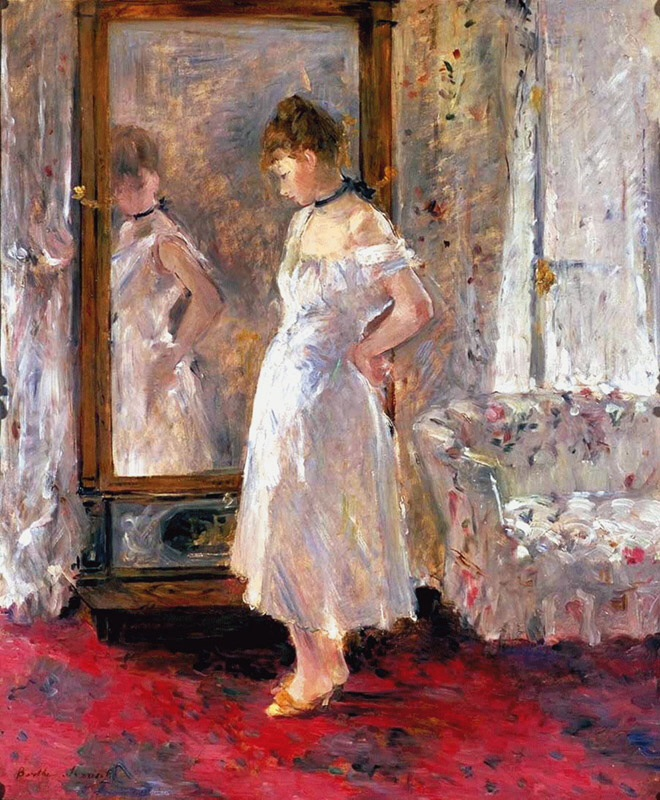
La Psyché, 1876, Museo Thyssen-Bornemisza, Madrid
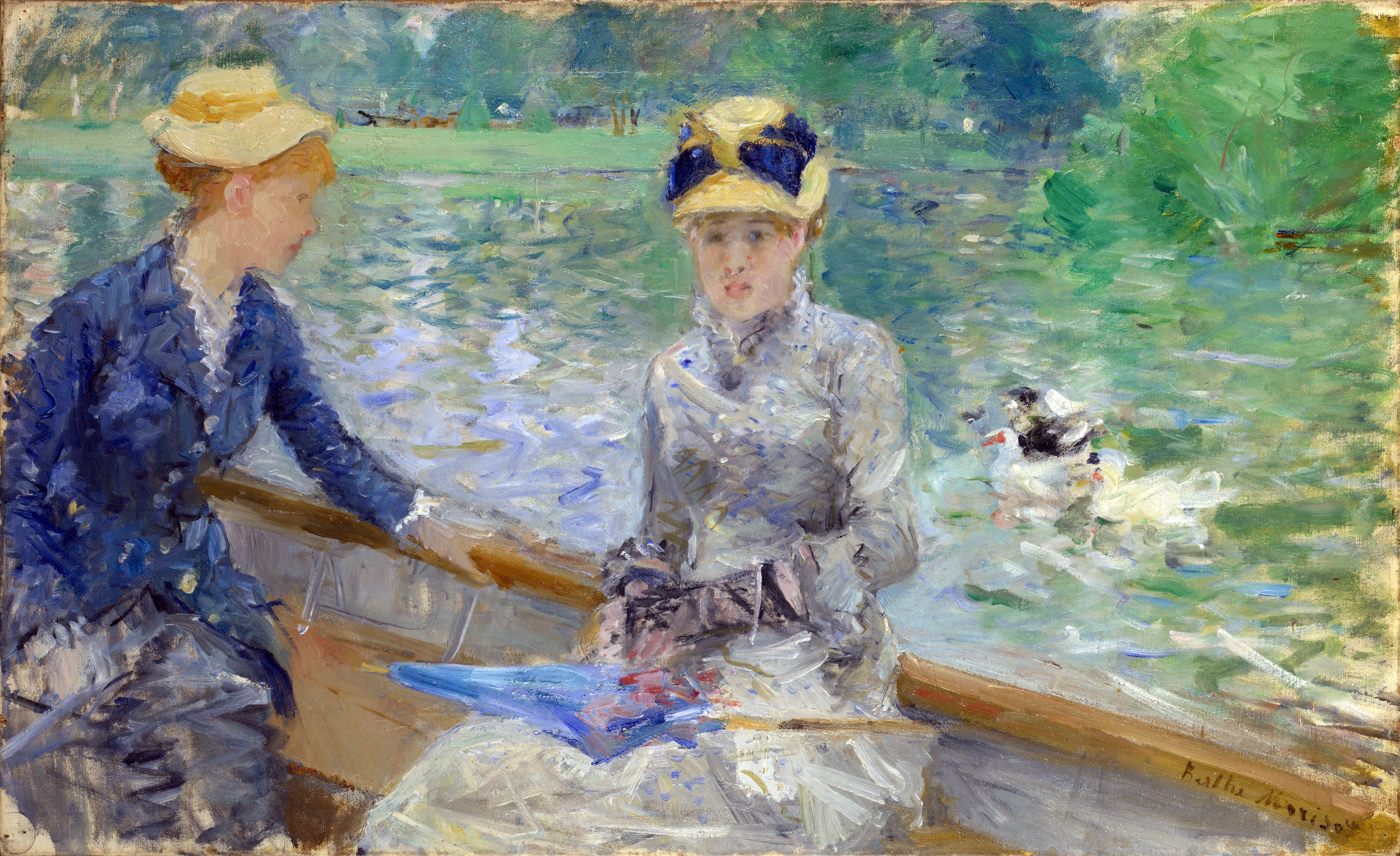
Jour d'été, 1879, National Gallery, Londen

- Bibsys: 90198630
- Biblioteca Nacional de España: XX1040868
- Bibliothèque nationale de France: cb12532737p (data)
- Catàleg d'autoritats de noms i títols de Catalunya: 981058510975506706
- CiNii: DA06667373
- Gemeinsame Normdatei: 118736973
- International Standard Name Identifier: 0000 0001 2095 7203
- KulturNav: 5313519b-209f-4be3-964e-172064a32685
- Library of Congress Control Number: n81145877
- Nationale Bibliotheek van Letland: 000200028
- MusicBrainz: 5f3bb6a9-14f9-42bb-81e4-e019c6a85758
- Bibliotheek van het Japanse parlement: 00477993
- Nationale Bibliotheek van Tsjechië: xx0000622
- Nationale bibliotheek van Australië: 35799391
- Nationale Bibliotheek van Israël: 987007272897005171
- Nationale Bibliotheek van Polen: a0000001804803
- Nationale en Universitaire bibliotheek Zagreb: 000132386
- Nederlandse Thesaurus van Auteursnamen: 071798536
- Réseau des bibliothèques de Suisse occidentale: 02-A003610287
- RKD-Nederlands Instituut voor Kunstgeschiedenis: 57772
- Istituto Centrale per il Catalogo Unico: RMSV107577
- SNAC: w6j683tw
- Système universitaire de documentation: 027511987
- Museum of New Zealand Te Papa Tongarewa: 1603
- Trove: 1092725
- Union List of Artist Names: 500029669
- Virtual International Authority File: 19789146

Le berceau (1872) · Femme et enfant au balcon (1872) · In het park (circa 1874) · Psyche (1876) · Jour d'été (1879) · Dans la salle à manger (1886)